# Aside
Aside est un groupe de hardcore mélodique portugais, originaire de Lisbonne. Le groupe se sépare en 2010.

## Biographie
Aside est formé en 2000 à Lisbonne. En 2001, ils publient une première démo-EP, 60 Seconds Make a Minute, qui comprend quatre pistes Next Morning, Settle, 60 Seconds Make a Minute et Empty Bridge. Rapidement, le groupe se forge une réputation à travers ses concerts. Ils jouent du nord au sud du Portugal, et passent par l'étranger, comme notamment les Pays-Bas. Ils jouent avec plusieurs autres groupes comme Easyway, July13, Primitive Reason, Zorg, Cool Hipnoise, Blasted Mechanism, Raise Kain (Pays-Bas), les G.A.S.Drummers (Espagne), A Common Ground (Allemagne), et SchoolDrivers (Espagne).
En 2002, ils participent à plusieurs compilations axées punk, hardcore, et emo comme Bullet Magazine (entre autres avec des groupes comme Jimmy Eat World, Aina, Satanic Surfers, As friends Rust, Grade, Over it, Good Riddance), Know Your Neighbours (Undeclinable, G.A.S.Drummers, Venerea, Stoned, Goblins), et Things Could be Worse (Ten Foot Pole, Pulley, Venerea, Cigar, Sun Eats Hours, Lucky7, Last Year's Hero, Closet Monster). En 2003, ils participent à la compilation OFFLINE publié par la Fnac. En novembre 2003, ils publient leur premier album studio, intitulé Good Enough for Someone Else, au label Freedumb Records. La même année, ils tournent au Canada. 
En 2004, le groupe tourne ensuite en Europe. Leur premier album est réédité en 2005 au label Orphan Records. En 2006 sort l'album We Are Frequency le 8 avril. Le groupe se sépare en 2010.

## Membres
- Daniel Dias - guitare
- Hugo Pardal - batterie
- David Arroz - chant
- Ricardo Cabrita - guitare
- Nuno Vicente - basse

## Discographie
- 2003 : Good Enough for Someone Else
- 2006 : We Are Frequency